# Chaetolopha pteridophila
Chaetolopha pteridophila är en fjärilsart som beskrevs av Turner 1907. Chaetolopha pteridophila ingår i släktet Chaetolopha och familjen mätare. Inga underarter finns listade i Catalogue of Life.